# بان ميدان عبد الله (مقاطعة غيلان غرب)
بان‌ميدان‌عبد إله (بالفارسية: بان‌میدان‌عبداله) هي قرية تقع في كرمانشاه في إيران. يقدر عدد سكانها بـ 47 نسمة بحسب إحصاء 2016.